# Gemeiner Argusfisch
Der Gemeine Argusfisch (Scatophagus argus) ist ein Brackwasserfisch der an der Küste von Südasien und Ozeanien von Kuwait bis Fidschi, nördlich bis zum südlichen Japan und südlich bis Neukaledonien vorkommt, eventuell auch bei Samoa, Tonga und den Gesellschaftsinseln. Er ist in seinem Verbreitungsgebiet sehr häufig.

## Merkmale
Er erreicht eine Maximallänge von 38 cm, bleibt für gewöhnlich aber bei einer Länge von 20 cm. Der Körper, ohne Kopf, ist fast rechteckig und seitlich stark abgeflacht.
Aufgrund des weiten Verbreitungsgebietes ist die Färbung recht unterschiedlich. Die Grundfarbe ist grüngrau, grünlich- oder bläulich-silbrig oder kaffeebraun mit einem golden schimmernden Rücken. Eine Farbform mit rötlicher Färbung auf Rücken und Stirn wurde als eigene Art beschrieben (Roter Argus oder Rotstirnargus, Scatophagus rubrifons), ist aber lediglich eine Farbmorphe.
Jungfische, von der Größe eines Eurocents, sind zunächst dunkel. Später besitzen sie einige große runde Flecken, etwa von der Größe ihrer Augen. Mit zunehmendem Alter nimmt die Anzahl der Flecken zu, kann bei großen Adulten aber wieder reduziert sein und sich auf den Rücken und den oberen Teil der Seiten beschränken.
Die Fische machen eine Metamorphose durch, bei der ihre Larve (Tholichthysstadium) durch einen großen Kopf mit mächtigen Knochenplatten gekennzeichnet ist. Mit der Zeit geht das Tholichthysstadium durch Rückbildung der Kopfpanzerung in den adulten Fisch über.
Der Augendurchmesser ist kleiner als die Maullänge. Das Maul ist klein, steht horizontal und ist nicht protraktil (nicht vorstreckbar). Die Zähne sind bürstenförmig und in mehreren Reihen angeordnet.
- Flossenformel: Dorsale XI/16–18, Anale IV/14–15, Pectorale 17, Ventrale I/5.
- Schuppenformel: mLR über 100.

## Ökologie
Der Gemeine Argusfisch lebt vor allem in brackigen Mangroven und Flussmündungen, Häfen und den Unterläufen von Flüssen. Er ernährt sich von Würmern, Krebstieren, Insekten und Pflanzen. 